# Montessori pomůcky

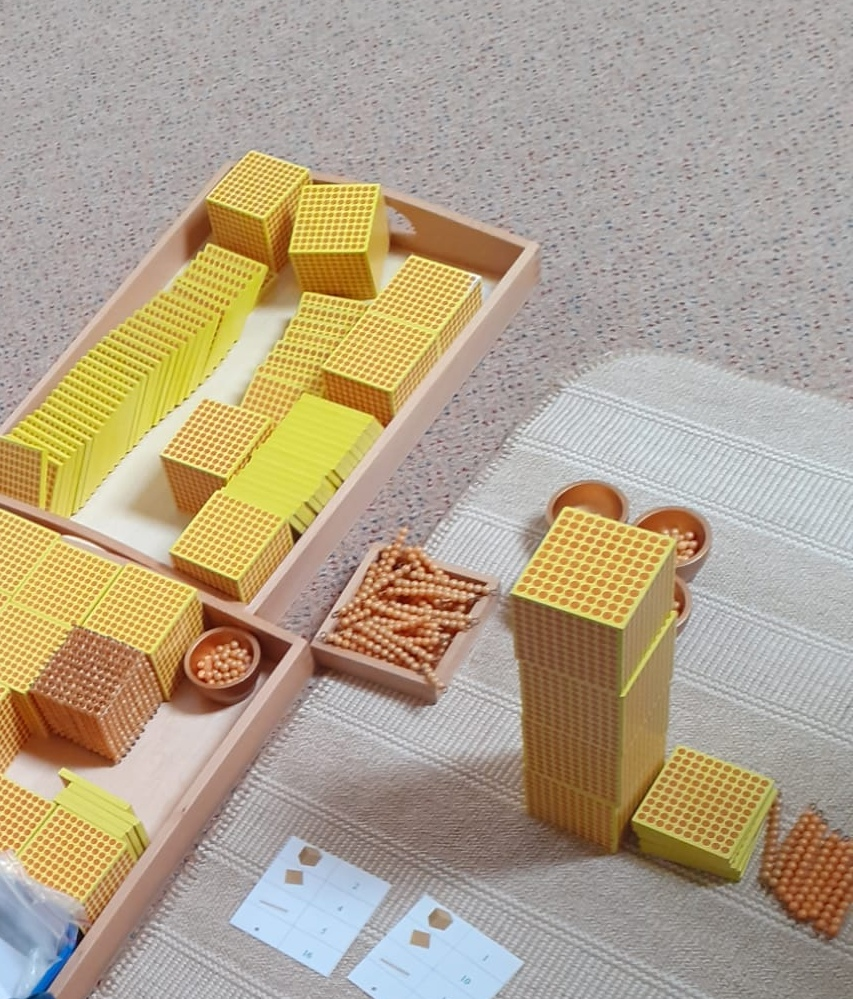
Montessori pomůcka - Banka

Montessori pomůcky jsou učební pomůcky, které navrhovala a vytvářela Maria Montessori s cílem probudit a rozvíjet v dětech zvídavého ducha.  Věřila, že se každé dítě má učit prostřednictvím zkoumání a objevování. V jejím pojetí učební materiál nemá dětem pouze objasňovat, co se je snaží naučit, ale má sloužit především k celkovému duševnímu rozvoji dítěte. Vytváří jen výchozí bod v rámci procesu utváření intelektu. Dítě se tak postupně bude muset od těchto konkrétních pomůcek vzdalovat, aby pokročilo k abstrakci.

## Základní vlastnosti Montessori pomůcek
Každá pomůcka je ve třídě pouze jedenkrát. Pomůcek by mělo být ve třídě dostatek, ale nesmí jich být až příliš mnoho, aby se od nich dítě dokázalo odpoutat a přejít k abstrakci.
Součástí většiny Montessori pomůcek je oprava chyby. Kontrola chyby pomocí pomůcky nutí dítě k rozumové úvaze. Dítě rozvíjí kritické myšlení a zvyká si opravovat své chyby.  Žáci nejsou za chyby trestáni nebo špatně hodnoceni. Chyba je chápána jako ukazatel toho, co je ještě potřeba procvičit nebo zopakovat. Pomůcky jsou připraveny tak, aby si dítě vždy samo mohlo zkontrolovat správnost řešení a najít a opravit chybu. V Montessori škole věří, že vlastní chyby napomáhají dítěti v dalším učení. Pomůcky z každé oblasti jsou přehledně seřazené na policích a umístěné na táccích, v krabicích nebo košících, aby se mohly pohodlně přenášet a lehce uklízet.
Další vlastností používaných pomůcek by měla být jejich přitažlivost a jednoduchost v používání. Nejenom pomůcky, ale celkové prostředí je vytvořeno s ohledem na dětskou fantazii tak, aby dítě maximálně přitahovalo. Každá pomůcky by měla dítě podněcovat k určité činnosti. Schopnost předmětu upoutat pozornost závisí na tom, jakou příležitost k činnosti dítěti nabízí.

## Vzdělávací oblasti Montessori pomůcek

### Pomůcky pro praktický život
Aktivity praktického života souvisejí s každodenním životem dítěte. Malé děti jsou fascinovány realitou, proto jsou aktivity z praktického života nabízeny dětem v Montessori třídě jako první. Tyto aktivity podporují v dětech soustředění a vytvářejí pocit sounáležitosti se svým prostředím. Také umožnují dítěti zkoordinovat své pohyby a zpřesnit svou hrubou a jemnou motoriku.
Příklad: Navlékání šípků na šňůrku. Vyrábění domácí okurkové limonády.

### Smyslové pomůcky
Smyslové pomůcky jsou dítěti nabízeny za účelem zjemnění jeho smyslů. Dítě se díky tomuto typu pomůcek stává pozorovatelem a průzkumníkem svého okolí. Pomůcky vybízí dítě k pozorování, srovnávání, uspořádání, posuzování a odvozování. Smyslové pomůcky jsou také základem pro matematické a jazykové pomůcky.
Příklad: Názvy těles – děti se seznamují s jejich vlastnostmi a názvy. Zkoumají, zda se kutálí, jak se překlápí a co se z nich může postavit. Sliz – děti ho natahují a tvoří z něj, díky čemuž dochází k tréninku jemné a hrubé motoriky.

### Matematické pomůcky
Matematické pomůcky zobrazují složitou realitu pomocí jednoduchých a vzájemně od sebe izolovaných prvků. Tento typ pomůcek vede dítě hlavně k počítání, ale také mu umožňuje prožít základní matematická pravidla, zejména čtyři početní operace.
Příklad: Banka – seznamuje dítě s desítkovou soustavou. Poskytuje mu konkrétní zkušenost s jednotkami, desítkami, stovkami a tisíci, které jsou reprezentované korálky. Dítě si má možnost zkoušet, jak se tyto množstevní jednotky kombinují v aritmetických operacích.

### Jazykové pomůcky
Mezi jazykové pomůcky patří především to, jak mluvíme na dítě. Cílem je dítěti pomoct se vyjádřit bez křiku, pěstí a pláče. 
Příklad: Hmatová písmena – jsou to písmena vyrobená ze smirkového papíru, které dítě při doteku snadno cítí, protože jsou umístěny na hladké desce a jsou mírně vystouplá. Umožnují dítěti seznámit se s písmeny pomocí zraku, hmatu a sluchu. Dítě písmena vidí, obtahuje je prstem a současně je vyslovuje a díky tomu si propojí tvar, pohyb a zvuk.

### Vědecké pomůcky
Pomůcky musí dítě vybízet k příležitosti provádění vědeckých pokusů, ke střetu s realitou a k jejímu pozornému sledování. V každé Montessori třídě by měly být živé prvky, jako jsou zvířata nebo rostliny.
Příklad: Živé rostliny nebo zvířata ve škole – děti se učí péče a zodpovědnosti.

### Dějepisné a zeměpisné pomůcky
Dějepisné pomůcky pomáhají dítěti zorientovat se ve svém blízkém i vzdálenějším okolí a poznat a akceptovat jiné kultury.
Příklad: Glóbus – Napomáhá ke snadnému vnímaní očima i hmatem. Pomocí glóbusu si děti mohou snadno zapamatovat rozmístění kontinentů a vodních ploch.

### Hudební pomůcky
Montessori hudební pomůcky podporují dítě v hudebním vyjádření.
Příklad: Sada přenosných zvonků – děti ťukají paličkou, a tím zvony vyluzují izolované a dlouhé zvuky, které se přeruší tím, že se zvonku dotkneme a on přestane vibrovat. V každé sadě jsou všechny zvonky dvakrát, dítě tak může hledat stejné dvojice nebo tvořit stupnici a zařazovat je do stupnice.

### Výtvarné pomůcky
Výtvarné pomůcky mají děti v Montessori třídě volně k dispozici, tak aby je mohly kdykoli použít. Vybízejí dítě k tvoření, a tak je nepřímo připravují na psaní.